# 동해군
동해군(東海郡)은 중국의 옛 군이다.

## 전한
진나라의 담군(郯郡)을 고제가 개명해 설치했으며, 초왕 한신의 봉토였다. 한신이 모반혐의로 회음후로 격하되고 초나라를 초나라와 형나라로 나누었을 때 동해군은 초나라에 속했다. 경제 3년(기원전 154년) 초왕 유무의 죄를 빌미로 동해군을 설군과 함께 초나라에서 뺏어 한나라의 직할 군으로 삼았고 이는 오초칠국의 난의 원인이 되었다. 무제 원정 3년(기원전 114년), 동해군의 남부 3만 호를 떼어 사수국을 세워 사수사왕 유상을 봉했다. 원시 2년(2년)의 인구조사에 따르면 35만 8414호, 155만 9357명이 있었다. 무제가 13주를 두면서 서주자사부에 속했다. 아래의 속현 목록은 한서 지리지를 따른 것으로 원연·수화 지간(기원전 8년)의 현황으로 여겨지며, 일반적으로 첫 현이 군의 치소이다. 대략 현재의 린이 시 대부분, 롄윈강 시, 쉬저우 시 동부, 짜오좡 시 동부 등지에 해당한다.
| 현명     | 한자     | 대략적 위치                             | 비고 |
| -------- | -------- | --------------------------------------- | --- |
| 담현     | 郯縣     | 린이시 탄청현                           | 옛 담(郯)나라로 소호(少昊)의 후손이며 영성(盈姓)이다. |
| 난릉현   | 蘭陵縣   | 린이시 창산현 난릉진(蘭陵鎭)            | |
| 양분현   | 襄賁縣   | 린이시 창산현 장성진(長城鎭)            | |
| 하비현   | 下邳縣   | 쉬저우시 쑤이닝현 고비진(古邳鎭)        | 갈석산(葛嶧山)이 서쪽에 있는데 고문에는 석양(嶧陽)이라 한다. 철관(鐵官)이 있다.                                                                                    |
| 양성후국 | 良成侯國 | 쉬저우시 피저우시 황암촌(黃庵村)일대    | 노안왕의 아들 유문덕의 후국으로, 유문덕이 시원 5년(기원전 82년) 6월에 봉해져 노국에서 동해군으로 옮겨졌다.                                                         |
| 평곡현   | 平曲縣   | 롄윈강시 둥하이현 남동                  | |
| 척현     | 戚縣     | 지닝시 웨이산현                         | |
| 구현     | 朐縣     | 롄윈강시 하이저우구 금병산(錦屛山) 북쪽 | 진시황이 해상에 돌을 세우고 동문궐(東門闕)이라 했다. 철관(鐵官)이 있다.                                                                                            |
| 개양현   | 開陽縣   | 린이시 란산구 북 고성촌(古城村)         | 옛 우(鄅)나라다. |
| 비현     | 費縣     | 린이시 페이현 북                        | 옛 노나라 계씨의 읍이다. 도위가 다스린다. |
| 이성현   | 利成縣   | 롄윈강시 간위구 서                      | |
| 해서현   | 海西縣   | 롄윈강시 관난현 남동                    | |
| 난기후국 | 蘭祺侯國 | ?                                       | 노안왕의 아들 유임조의 후국으로, 유임조가 시원 5년(기원전 82년) 6월에 봉해져 노국에서 동해군으로 옮겨졌다.                                                         |
| 증현     | 繒縣     | 린이시 창산현 서                        | 옛 나라로 우임금의 후손이다. |
| 남성후국 | 南成侯國 | 린이시 페이현 남서                      | 성양공왕의 아들 유정의 후국이다. |
| 산향후국 | 山鄕侯國 | ?                                       | 노효왕의 아들 유관의 후국으로, 유관이 감로 4년(기원전 50년) 윤월에 봉해져 노국에서 동해군으로 옮겨졌다.                                                            |
| 건향후국 | 建鄕侯國 | ?                                       | 노경왕의 아들 유강의 후국으로, 유강이 양삭 4년(기원전 21년) 4월에 봉해져 노국에서 동해군으로 옮겨졌다.                                                             |
| 즉구현   | 卽丘縣   | 린이시 탄청현 북                        | |
| 축기현   | 祝其縣   | 롄윈강시 간위구 서                      | 우공우산(禹貢羽山)이 남쪽에 있는데 곤(鯀)이 죽은 곳이다. |
| 임기현   | 臨沂縣   | 린이시 북                               | |
| 후구현   | 厚丘縣   | 쑤첸시 수양현 북                        | |
| 용구후국 | 容丘侯國 | 쉬저우시 피저우시 북                    | 사수(祠水)가 동남쪽에서 하비에 이르러 사수로 들어간다. 노안왕의 아들 유방산의 후국으로, 유방산이 감로 4년(기원전 50년) 윤월에 봉해져 노국에서 동해군으로 옮겨졌다. |
| 동안후국 | 東安侯國 | 롄윈강시 둥하이현 북서                  | 노효왕의 아들 유강의 후국으로, 유강이 감로 4년(기원전 50년) 윤월에 봉해져 노국에서 동해군으로 옮겨졌다.                                                            |
| 합향현   | 合鄕縣   | 텅저우시 동                             | |
| 승현     | 承縣     | 짜오좡시 이청구                         | |
| 건양후국 | 建陽侯國 | 짜오좡시 남서                           | 노효왕의 아들 유함의 후국으로, 유함이 감로 4년(기원전 50년) 윤월에 봉해져 노국에서 동해군으로 옮겨졌다.                                                            |
| 곡양현   | 曲陽縣   | 쑤첸시 수양현 동                        | |
| 사오현   | 司吾縣   | 쑤첸시 북                               | |
| 우향후국 | 于鄕侯國 | ?                                       | 사수근왕의 아들 유정의 후국으로, 영광 3년(기원전 41년) 3월에 봉해진 후 동해군에 옮겨 봉해졌다.                                                                     |
| 평곡후국 | 平曲侯國 | ?                                       | 공손혼야, 주견, 광릉여왕의 아들 유증의 후국으로, 유증이 본시 원년(기원전 73년) 7월 임자일에 봉해진 후 동해군에 옮겨 봉해졌다.                                      |
| 도양후국 | 都陽侯國 | 린이시 북? 짜오좡시 남?                 | 성양대왕의 아들 유음의 후국으로, 유음이 영광 3년(기원전 41년) 3월에 봉해져 성양국에서 동해군으로 옮겨졌다.                                                         |
| 음평후국 | 陰平侯國 | 짜오좡시 남서                           | 초효왕의 아들 유회의 후국으로, 유회가 양삭 2년(기원전 23년) 정월에 봉해져 초국에서 동해군으로 옮겨졌다.                                                            |
| 오향후국 | 郚鄕侯國 | 쓰수이현 남                             | 노경왕의 아들 유민의 후국으로, 유민이 양삭 4년(기원전 21년) 4월에 봉해져 노국에서 동해군으로 옮겨졌다. 건평 3년(기원전 4년) 유민이 노왕이 됐기에 후국은 폐지된다.  |
| 무양후국 | 武陽侯國 | 린이시 탄청현 부근?                     | 소칙·사단의 후국이다. |
| 신양후국 | 新陽侯國 | 짜오좡시 북서                           | 노경왕의 아들 유영의 후국으로, 유영이 홍가 2년(기원전 19년) 5월에 봉해져 노국에서 동해군으로 옮겨졌다.                                                             |
| 건릉후국 | 建陵侯國 | 신이시 남                               | 장석지, 위관, 노효왕의 아들 유수의 후국으로, 유수가 감로 4년(기원전 50년) 윤월에 봉해져 노국에서 동해군으로 옮겨졌다.                                              |
| 창려후국 | 昌慮侯國 | 텅저우시 남동                           | 노효왕의 아들 유홍의 후국으로, 유굉이 감로 4년(기원전 50년) 윤월에 봉해져 노국에서 동해군으로 옮겨졌다.                                                            |
| 도평후국 | 都平侯國 | ?                                       | 성양강왕의 아들 유구의 후국으로, 유구가 감로 4년(기원전 50년) 11월에 봉해진 후 동해군에 옮겨 봉해졌다.                                                             |

## 신나라
군의 이름을 기평(沂平)으로 고치고 다음 현의 이름을 고쳤다.
| 전한       | 신             |
| ---------- | -------------- |
| 난릉(蘭陵) | 난동(蘭東)     |
| 양비(襄賁) | 장신(章信)     |
| 하비(下邳) | 윤검(閏儉)     |
| 양성(良成) | 승한(承翰)     |
| 평곡(平曲) | 평단(平端)     |
| 개양(開陽) | 엽로(厭虜)     |
| 비(費)     | 순종(順從)     |
| 이성(利成) | 유천(流泉)     |
| 난기(蘭祺) | 부목(溥睦)     |
| 해곡(海曲) | 동해정(東海亭) |
| 증(繒)     | 증치(繒治)     |
| 즉구(卽丘) | 취신(就信)     |
| 축기(祝其) | 유정(猶亭)     |
| 후구(厚丘) | 축기정(祝其亭) |
| 동안(東安) | 업정(業亭)     |
| 합향(合鄕) | 합취(合聚)     |
| 증(承)     | 증치(承治)     |
| 건양(建陽) | 건력(建力)     |
| 곡양(曲陽) | 종양(從羊)     |
| 사오(司吾) | 식오(息吾)     |
| 평곡(平曲) | 단평(端平)     |
| 오향(郚鄕) | 서정(徐亭)     |
| 무양(武陽) | 홍정(弘亭)     |
| 신양(新陽) | 박취(博聚)     |
| 건릉(建陵) | 부정(付亭)     |
| 창려(昌慮) | 여취(慮聚)     |

## 후한
13현 148,784호 706,416명을 거느렸다. 198년(후한 헌제 건안 3년) 10월, 여포를 격파하고 서주를 점령한 조조에 의해 이성군(利城郡), 창려군(昌慮郡)이 분리신설되었다. 동해군의 속현중 어떤 현이 이 2개 군에 편입된 것인지는 자료가 없다. 206년(후한 헌제 건안 11년) 창려군(昌慮郡)이 폐지되었다. 212년(후한 헌제 건안 17년) 유돈(劉敦)이 동해왕으로 책봉되면서 동해국으로 승격되었다.
| 현명   | 한자   | 대략적 위치                               | 비고                             |
| ------ | ------ | ----------------------------------------- | -------------------------------- |
| 담현   | 郯縣   | 린이시 탄청현                             | 후한대 서주자사의 치소가 있었다. |
| 난릉현 | 蘭陵縣 | 린이시 창산현 난릉진(蘭陵鎭)              |                                  |
| 척현   | 戚縣   | 지닝시 웨이산현                           |                                  |
| 구현   | 朐縣   | 롄윈강시 하이저우구 금병산(錦屛山) 북쪽   |                                  |
| 양분현 | 襄賁縣 | 린이시 창산현 장성진(長城鎭)              |                                  |
| 창려현 | 昌慮縣 | 짜오좡시 텅저우시 양장진(羊庄鎭)          |                                  |
| 승현   | 承縣   | 짜오좡시 이청구                           |                                  |
| 음평현 | 陰平縣 | 짜오좡시 남서                             |                                  |
| 이성현 | 利城縣 | 린이시 린수현 후석문두촌(后石門頭村) 일대 |                                  |
| 합향현 | 合鄕縣 | 짜오좡시 텅저우시 동사하진(東沙河鎭)      |                                  |
| 축기현 | 祝其縣 | 롄윈강시 간위구 서북 협곡산(夹谷山)       |                                  |
| 후구현 | 厚丘縣 | 쑤첸시 쑤양현 후구촌(厚邱村)              |                                  |
| 감유현 | 贛榆縣 | 롄윈강시 간위구 주왕촌(朱汪村) 동부 일대  |                                  |

## 위, 서진
225년(위 문제 황초 6년) 6월, 이성군 출신 병사 채방(菜方)이 군을 점령하고 태수 서질(徐質)을 살해하는 일이 벌어졌다. 조정은 이를 진압하기 위해 둔기교위 임복(任福)과 보병교위 단소(段昭)를 보냈고, 이 둘은 당시 청주자사와 함께 채방을 진압했다. 이로 인해 이성군은 동해군에 통폐합되었다. 232년(위 명제 태화 6년) 조림이 동해정왕(東海定王)으로 책봉되면서 동해국으로 승격되었다.
서진대 동해군은 12현 11,100호를 거느렸다. 291년(진 혜제 원강 원년) 난릉현과 그 서쪽에 있는 현이 난릉군으로 분리되었다. 영가의 난이후 석륵에 의해 함락되면서 북조로 편입되었다.
| 현명   | 한자   | 대략적 위치                               | 비고 |
| ------ | ------ | ----------------------------------------- | --- |
| 담현   | 郯縣   | 린이시 탄청현                             | 옛 등자국(郯子國)이다.                                                                                        |
| 축기현 | 祝其縣 | 롄윈강시 간위구 서북 협곡산(夹谷山)       | 현 서남쪽에 우산(羽山)이 있었다.                                                                              |
| 구현   | 朐縣   | 롄윈강시 하이저우구 금병산(錦屛山) 북쪽   | |
| 양분현 | 襄賁縣 | 린이시 창산현 장성진(長城鎭)              | |
| 이성현 | 利城縣 | 린이시 린수현 후석문두촌(后石門頭村) 일대 | |
| 감유현 | 贛榆縣 | 롄윈강시 간위구 주왕촌(朱汪村) 동부 일대  | |
| 후구현 | 厚丘縣 | 쑤첸시 쑤양현 후구촌(厚邱村)              | |
| 난릉현 | 蘭陵縣 | 린이시 창산현 난릉진(蘭陵鎭)              | 291년 난릉군으로 분리되었다.                                                                                  |
| 승현   | 承縣   | 짜오좡시 이청구                           | 291년 난릉군으로 분리되었다.                                                                                  |
| 창려현 | 昌慮縣 | 짜오좡시 텅저우시 양장진(羊庄鎭)          | 291년 난릉군으로 분리되었다.                                                                                  |
| 합향현 | 合鄕縣 | 짜오좡시 텅저우시 동사하진(東沙河鎭)      | 위나라 때는 합성현(合城縣)으로 불리기도 했다. 서진대 지금의 이름으로 고정되었다. 291년 난릉군으로 분리되었다. |
| 척현   | 戚縣   | 지닝시 웨이산현                           | |

## 남조
동진초기 석륵의 침공을 피해 동진으로 들어온 동해군 주민들을 통치하기 위해 장강 하류일대에서 동해군이 교치되었다. 이렇게 교치된 동해군은 남동해군 문서를 참조할 것.
동진말엽, 비수 대전에서 승리한 남조가 회수이북의 서주를 수복하면서 동해군은 남조의 영역으로 편입되었다. 그러나 명제시기 송나라가 북위의 침공으로 회수이북의 모든 땅을 상실하면서 송나라의 동해군은 지금의 롄윈강시 인근을 제외한 군 전역을 상실하게 되었다. 그리고 이곳에 청주, 기주가 교치되었다. 
유송말 동해군은 2현 2,411호 13,941명을 거느렸다. 당시 기준 서주까지 수로로 1천리, 육로로 800리 거리였으며, 건강까지 수로로 1천리, 육로로 670리 거리였다고 한다. 또한 이렇게 롄윈강시 일대에 교치된 동해군은 전장시 일대에 교치된 남동해군과 구분하기 위해 북동해군(北東海郡)이라 불리게 되었으며 남제시기 교치된 기주의 속군으로 편제 되었다. 북동해군은 양나라때 북해군(北海郡)으로 개명되었다.  
| 현명   | 한자   | 대략적 위치                              | 민정   | 비고                                                                                          |
| ------ | ------ | ---------------------------------------- | ------ | --------------------------------------------------------------------------------------------- |
| 양분현 | 襄賁縣 | 화이안시 롄수이현 북 왕두장(王頭庄) 부근 | 령(令) | 469년(유송 명제 태시 5년) 지금의 위치로 교치되었다. 제 명제시기 또다른 동해군으로 분리되었다. |
| 감유현 | 贛榆縣 | 롄윈강시 롄윈구 후운태산(后云台山) 북쪽  | 령(令) | 324년(진 명제 태녕 2년)감유현이 지금의 위치로 옮겨졌다.                                       |

## 동위, 북제
468년(진 명제 태시 4년), 북위는 회수 이북전역을 점령하면서 동해군의 상당부분을 점령했지만 옛 동해군의 중심지였던 담현지역에는 담군을 따로 두었다. 현재 《위서》 지형지에 기록된 동해군은 양나라에게서 빼앗은 청주의 북해군을 549년(동위 효정제 무정 7년) 동해군으로 개명한 것이다. 북해군이 동해군으로 개명될 때 동해군을 통치하던 주인 청주는 해주로 개명되었다. 동위 때 동해군은 4현 1,242호 5,904명을 거느렸다.
| 현명   | 한자   | 대략적 위치                                         | 비고                                                                              |
| ------ | ------ | --------------------------------------------------- | --------------------------------------------------------------------------------- |
| 감유현 | 贛榆縣 | 롄윈강시 롄윈구 후운태산(后云台山) 북쪽             | 556년(북제 문선제 천보 7년) 폐지되었다.                                           |
| 안류현 | 安流縣 | 미상                                                | 양 무제때 도창현(都昌縣)이 교치되었다. 549년 도창현이 지금의 이름으로 개명되었다. |
| 광요현 | 廣饒縣 | 롄윈강시 롄윈구 연운가도(連云街道) 남 후운태산 부근 | 488년(남제 무제 영명 6년) 남조에 의해 교치된 현이다.                              |
| 하밀현 | 下密縣 | 미상                                                | 양 무제때 교치되었다. 현내에 요임금의 사당(堯廟)이 있었다.                        |

## 군수·태수

### 전한
- 급암(? ~ 기원전 135년)
- 노사(魯賜, 무제 시기)[18]
- 이질(? ~ 기원전 110년)
- 윤옹귀(? ~ 기원전 65년)
- 위홍(선제 시기?)
- 풍립(성제 시기)
- 김섭(애제 시기)